# Sghair Ould M'Bareck
Sghair Ould M'Bareck est un homme politique mauritanien né en 1954 à Néma. Il est le 12e Premier ministre de Mauritanie du 6 juillet 2003 au 7 août 2005 sous la présidence de Maaouiya Ould Sid'Ahmed Taya.

## Biographie
Sghair Ould M'Bareck entre au gouvernement en tant que ministre de l'Éducation nationale en avril 1992. En 1993, il devient ministre du Développement rural et de l'Environnement, puis à la fin de l'année 1995, ministre de la Santé et des Affaires sociales. Il est ministre de l'Éducation nationale de 1997 à 1998, puis ministre du Commerce, de l'Artisanat et du Tourisme de 1998 à 1999. Il devient ministre de l'Équipement et des Transports à la fin de 1999, ministre de l'Éducation nationale en 2000 et ministre de la Justice en novembre 2001.
Il est ensuite nommé Premier ministre en juillet 2003. Il remplace Cheikh El Avia Ould Mohamed Khouna, originaire de la même partie de l'est de la Mauritanie que nombre d'accusés coupables de la tentative de coup d'État de 2003.
Le président Ould Taya est destitué par un coup d'État militaire le 3 août 2005. Bien que les dirigeants du coup d'État demandent le lendemain à ce que M. Ould M'Bareck et d'autres ministres restent à leur poste, le 7 août, Ould M'Bareck et son gouvernement démissionnent.
Les leaders du coup d'État nomment un nouveau Premier ministre, Sidi Mohamed Ould Boubakar, qui a occupé ce poste de 1992 à 1996.
M'Bareck occupe en 2009 le poste de médiateur de la République. Il est l'un des quatre candidats à l'élection présidentielle de juin 2009. Il rencontre le président par intérim, Ba Mamadou M'Baré, fin avril, pour lui demander de prendre un congé de deux mois afin de se concentrer sur sa candidature à la présidence. Il obtient 0,23 % des voix.